# Premiile muzicale Radio România 2017
A cincisprezecea gală a premiilor muzicale Radio România a fost ținută pe 24 aprilie 2017 în Sala Radio din București, având ca scop recunoașterea celor mai populari artiști români din anul 2016. A fost transmisă în direct pe stațiile Radio România Actualități și Radio România Internațional, difuzată pe postul TVR și prezentată de Daniela Mihai Soare și Eugen Rusu.

## Spectacole
| Artiști           | Melodii        |
| ----------------- | -------------- |
| Andra             | „La refren” „” |
| Smiley            | „” „[[]]"      |
| Carla’s Dreams    | „[[]]"         |
| Irina Rimes       | „” „[[]]"      |
| Freestay Vescan   | „Las-o...”     |
| DJ Sava           | „[[]]"         |
| Deepcentral       | „[[]]"         |
| Adrian Sărmășan   | „[[]]"         |
| Delia Deepcentral | „Gura ta”      |
| Ovidiu Anton      | „[[]]"         |
| Alexandru Jula    | „[[]]"         |

1. Cel mai bun debut al anului 2016 Irina Rimes
2. Cea mai bună piesă pop-dance a anului 2016 „I loved you” - DJ Sava feat. Irina Rimes (Irina Rimes, Lu-K Beats/Cat Music/Quantum Music)
3. Cea mai bună piesă pop a anului 2016 “Gura ta” – Delia feat. Deepcentral (George Călin, Doru Todoruț/Cat Music & Universal Music România)
4. Cea mai bună piesă pop-rock a anului 2016 “Moment of silence” – Ovidiu Anton
5. Omul cu chitara Adrian Sărmășan
6. Cel mai bun video - Youtube “Iubirea schimbă tot” - Andra (Andra Records/MediaPro Music, regia Alex Ceausu – Ador Media)
7. Cel mai bun duo/grup Delia & Deepcentral – “Gura ta”
8. Cel mai bun mesaj „Îndrăgostit deși n-am vrut” - Smiley (Andrei Tiberiu Maria, Marius Pop, Alex Racoviță, Vlad Popescu, Șerban Cazan, Dorian Micu, Vlad Munteanu)
9. Premiul Big Like - Facebook „Sub pielea mea” (Carla’s Dreams, Alex Cotoi/ Global Records/Carla’s Dreams)
10. Cel mai bun compozitor/producător al anului 2015 Andrei Tiberiu Maria (Smiley) & Șerban Cazan
11. Cea mai bună voce masculină a anului 2016 Florin Ristei
12. Cea mai buna voce feminină a anului 2016 Andra
13. Albumul anului 2016: “Deliria” – Delia/ Cat Music
14. Piesa anului 2016 “Iubirea schimbă tot” – Andra (Constantin Bodea, Elena Morosanu, Diana Moraru, Serban Cazan, Dorian Micu/ Andra Records/MediaPro Music/Andra)
15. Artistul anului 2016 Carla’s Dreams
16. Premiul pentru întreaga carieră Alexandru Jula
1. ↑  . Radio România Actualități. Lipsește sau este vid: |title= (ajutor);
2. ↑  . [[]]. Lipsește sau este vid: |title= (ajutor);